# Nitrato di uranile
Il nitrato di uranile è una polvere gialla con formula chimica {\displaystyle {\ce {UO2(NO3)2\cdot nH2O}}}. Sono noti gli esa-, tri- e diidrati. Il composto è di interesse principalmente perché è un intermedio nella preparazione dei combustibili nucleari ed è stato usato per la stampa fotografica e come pigmento per decorare ceramiche.
Il nitrato di uranile può essere preparato per reazione di sali di uranio con acido nitrico. È solubile in acqua, etanolo, acetone. Non è un sale, ma un complesso molecolare. Come determinato dalla diffrazione di neutroni, il centro dell'uranile è caratteristicamente lineare con brevi distanze U=O. Nel piano equatoriale del complesso ci sono sei legami U-O a nitrato bidentato e due ligandi ad acqua. A 245 pm, questi legami U-O sono molto più lunghi dei legami U=O del centro uranilico.

## Usi

### Trattamento di combustibili nucleari
Il nitrato di uranile è importante per il riprocessamento nucleare. È il composto dell'uranio che risulta dalla dissoluzione delle barre di combustibile nucleare dichiarato esaurito o dalla yellowcake in acido nitrico, per l'ulteriore separazione e preparazione dell'esafluoruro di uranio per la separazione degli isotopi per la preparazione dell'uranio arricchito. Una caratteristica speciale del nitrato di uranile è la sua solubilità in tributilfosfato (PO(OC4H9)3), che consente di estrarre l'uranio dalla soluzione di acido nitrico. La sua elevata solubilità è attribuita alla formazione dell'addotto lipofilo UO2(NO3)2(OP(C4H9)3)2.

### Fotografia arcaica
Durante la prima metà del XIX secolo, molti sali metallici fotosensibili erano stati identificati come candidati per processi fotografici, tra cui il nitrato di uranile. Le impronte così prodotte furono chiamate impronte all'uranio o uranotipi. I primi processi di stampa dell'uranio furono inventati dallo scozzese J. Charles Burnett tra il 1855 e il 1857 e usarono questo composto come sale sensibile. Burnett ha scritto un articolo del 1858 riguardo alla "Stampa dei sali degli ossidi di uranico e ferrico". Il processo utilizza la capacità dello ione uranile di raccogliere due elettroni e di ridurre allo stato di ossidazione inferiore dell'uranio (IV) sotto la luce ultravioletta. Gli uranotipi possono variare da stampa a stampa, da un più neutro marrone ruggine a un rosso Bartolozzi forte, con un grado di tono molto lungo. Le impronte sopravvissute sono leggermente radioattive, una proprietà che serve come mezzo per identificarle in modo non distruttivo. Diversi altri processi fotografici più elaborati che impiegavano il composto apparvero e svanirono durante la seconda metà del XIX secolo con nomi come Wothlytype, Mercuro-Uranotype e il processo Auro-Uranium. Le carte all'uranio furono prodotte commercialmente almeno fino alla fine del XIX secolo, scomparendo a causa della sensibilità superiore e dei vantaggi pratici dell'alogenuro d'argento. Dagli anni '30 agli anni '50 Kodak Books ha descritto un toner all'uranio (Kodak T-9) che utilizzava nitrato di uranio esaidrato. Alcuni fotografi di processi alternativi, tra cui Blake Ferris e Robert Schramm, continuano oggi a realizzare stampe di uranotipi.

### Colorante per microscopia
Insieme all'uranile acetato viene utilizzato come colorante negativo per i virus in microscopia elettronica; nei campioni di tessuto stabilizza gli acidi nucleici e le membrane cellulari.

### Come reagente
I nitrati di uranile sono materiali di partenza comuni per la sintesi di altri composti di uranile perché il legante del nitrato è facilmente sostituito da altri anioni. Reagisce con ossalato per dare ossalato di uranile. Il trattamento con acido cloridrico dà cloruro di uranile.

## Problemi di salute e ambiente
Il nitrato di uranile è un composto ossidante e altamente tossico. Quando ingerito, provoca grave malattia renale cronica e necrosi tubulare acuta, ed è un mitogeno linfocitario. Gli organi bersaglio includono reni, fegato, polmoni e cervello. Rappresenta inoltre un grave rischio di incendio ed esplosione se riscaldato o sottoposto a shock a contatto con sostanze ossidabili.